# مجوز امنیتی
مجوز امنیتی (انگلیسی: Security clearance) یا گواهی امنیتی وضعیتی است که به افراد اعطا می‌شود و به آنها اجازه می‌دهد پس از تکمیل بررسی کامل سوابق، به اطلاعات طبقه‌بندی‌شده (اسرار محرمانه دولتی یا سازمانی) یا به مناطق محدود دسترسی داشته باشند. اصطلاح «گواهی امنیتی» گاهی در سازمان‌های خصوصی که فرایند رسمی برای بررسی دسترسی کارمندان به اطلاعات حساس دارند نیز استفاده می‌شود. مجوز امنیتی به خودی خود معمولاً برای دسترسی کافی نیست؛ سازمان همچنین باید تعیین کند که فرد دارای مجوز امنیتی باید چه اطلاعات خاصی را بداند. در سیستم‌های امنیتی، قرار نیست به هیچ فردی صرفاً به دلیل رتبه، موقعیت سازمانی یا مجوز امنیتی، دسترسی خودکار به اطلاعات طبقه‌بندی‌شده اعطا شود.